# Alâeddin-Moschee von Niğde

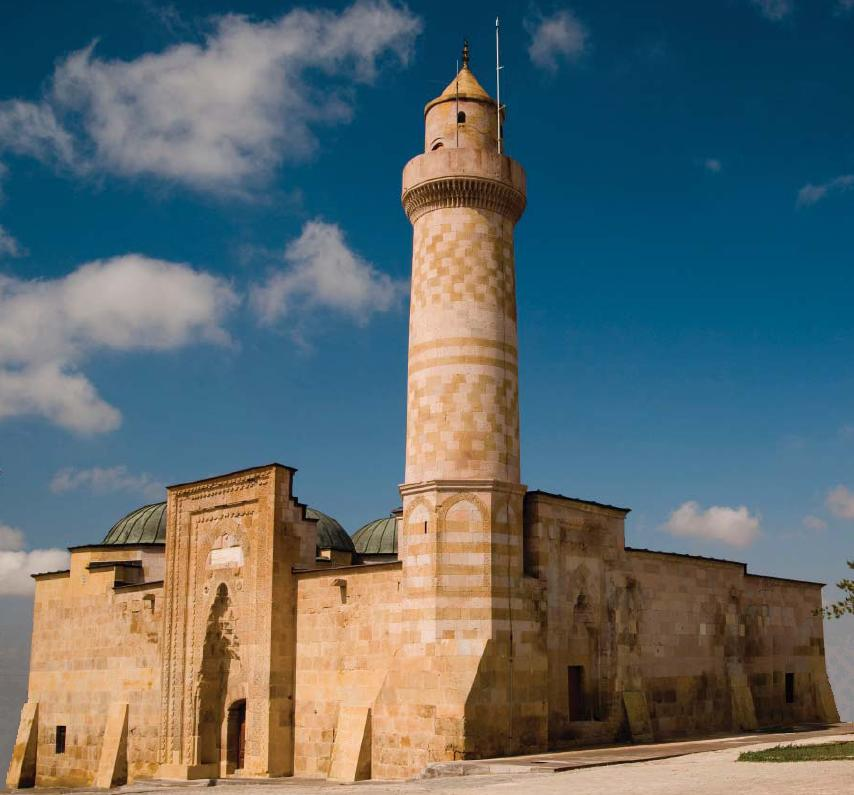
Alâeddin-Moschee von Niğde

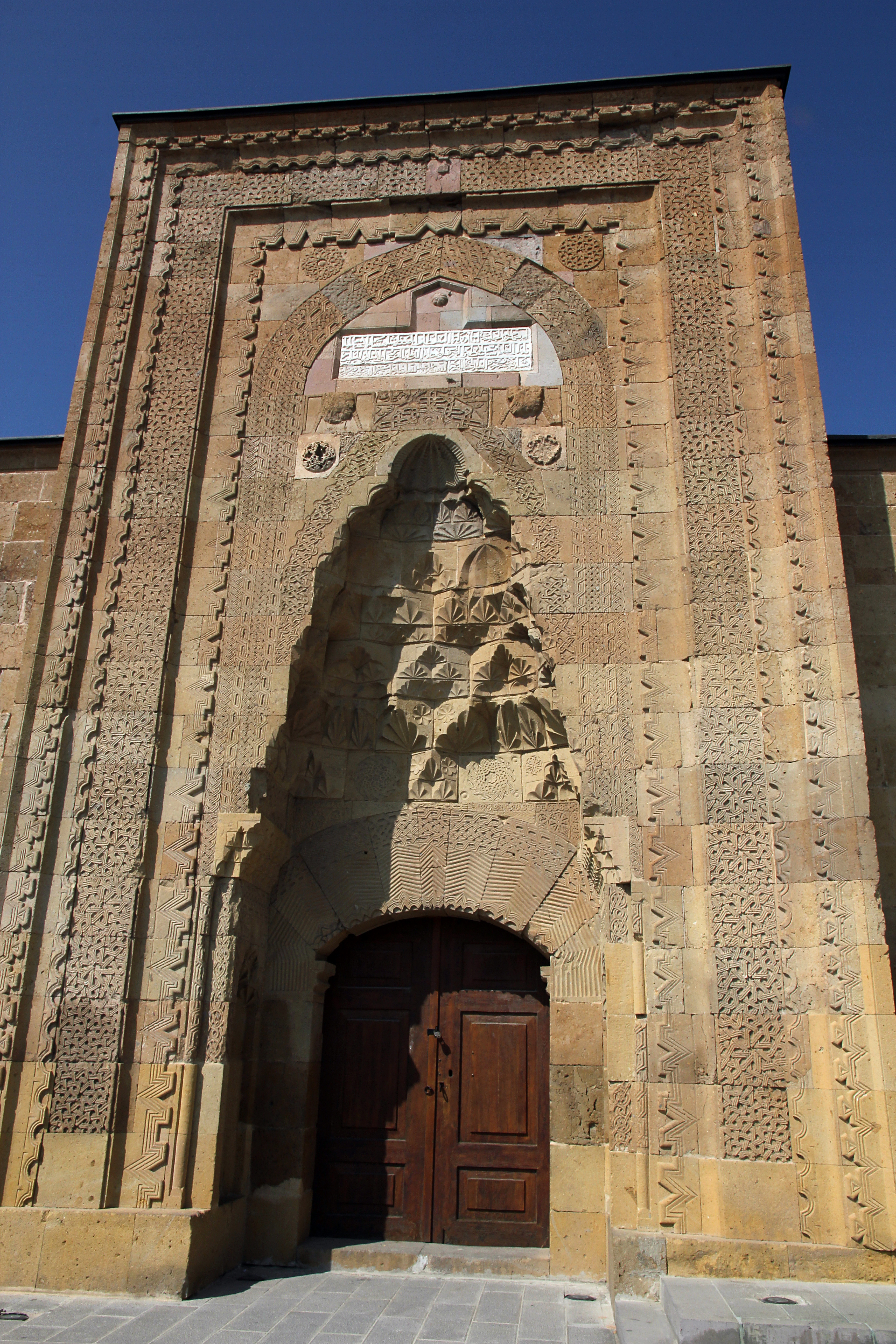
Portal

Die Alâeddin-Moschee von Niğde ist ein rūm-seldschukischer Moscheebau in der türkischen Stadt Niğde. Errichtet 1223 unter Sultan Kai Kobad I. (türkisch ʿAlāʾ ad-Dīn Kai-Qubād, reg. 1219–1237), ist sie mit ihrem repräsentativen, mit einer Tropfsteinnische geschmückten Hauptportal beispielhaft für die seldschukische Architektur in Anatolien. Sie ist Teil des Baukomplexes der Zitadelle von Niğde, und weitgehend im Originalzustand erhalten.

## Architektur
Der Grundriss der Alâeddin-Moschee ist nahezu quadratisch. Das Gebäude ist durch zwei Reihen aus je vier Säulen in drei Schiffe eingeteilt. Die drei Schiffe der Hallenmoschee verlaufen weder parallel zur Qibla-Nische, noch exakt senkrecht zu ihr. Die drei Joche vor der Gebetsnische sind mit Kuppeln überwölbt. Über dem Zentraljoch erhebt sich eine offene Laterne. Die Mihrabkuppel ruht auf steinernen Trompen.
Das monumentale Hauptportal auf der Ostseite ist deutlich höher als die Seitenwand. In der nordöstlichen Ecke, seitlich des Minaretts, befindet sich ein kleiner Portikus (Son cemaat yeri). Die Mihrabnische ist ausschließlich mit geometrischen Ornamenten verziert, mit Sternformen, plastischen Rauten- und Zopfmustern sowie Rosetten. Die Innenfläche der Nische ist vollständig leer. Die Minbarkanzel wurde zu späterer Zeit hinzugefügt. Das Minarett ist bis zum ersten Balkon original erhalten. Eine Inschrift am Portal  gibt an, dass der Bau im Jahr 620 AH/AD 1223 unter der Herrschaft Kai Kobads I. von Bischāra bin ʿabd Allāh errichtet worden ist. Unterhalb der Inschrift befinden sich zwei menschliche Porträts mit langen Zöpfen, zwischen denen eine Bauinschrift die Namen des Baumeisters Ṣidq bin Maḥmūd und seines Bruders Ghāzī nennt.
Die Schwere des archaisch lastend anmutenden Innenraums wird durch die offene Laterne und die Ausschmückung der Außenwand etwas gemildert.